# 1998年蘇格蘭法令
1998年蘇格蘭法令（英語：Scotland Act 1998；1998 c.46）是英國國會於1998年通過的成文法，就有關蘇格蘭自治事宜及重新建立地方議會為依據。
隨後該法令曾由以下法令修訂：
- 2004年蘇格蘭議會（選區）法令（英语：Scottish Parliament (Constituencies) Act 2004）
- 2005年憲制改革法令（英语：Constitutional Reform Act 2005）
- 2012年蘇格蘭法令（英语：Scotland Act 2012）

## 內容及歷史
因應1997年就蘇格蘭自治問題舉行的公投獲通過，英國政府於同年12月17日提出成立蘇格蘭議會及地方政府的法案，英國國會在1998年1月開始二讀審議，於同年11月17日通過法令，兩日後（11月19日）獲英女皇伊麗莎白二世御准生效。蘇格蘭於1999年5月舉行第一次選舉並於同年7月1日賦予議會及地方政府在該法令中載明之完全權力。
這部法令賦予建立該議會的法律依據，並規定議會成員的選舉程序及法則；及為議會內部運作設條文規範（即使部分法律上疑義仍交由議會自行定讞），該法令亦載述議會議事程序和經英女皇御准後通過成為成文法等立法事宜。該法令亦特別強調英國國會對蘇格蘭通過的其他法令仍然有效，不會因蘇格蘭議會的地位而有所改變，從而維護傳統上的「國會主權原則」（Parliamentary Sovereignty），即具法律、政治最高權力的英國國會擁有對蘇格蘭的主權。
該法令明令設立蘇格蘭行政院作為制訂和實施有關權力下放事務政策執行機構；現時該名仍是法律上的正式名稱。其意義有二：一、代表蘇格蘭議會選出的數位問責議員組成的地方政府；二、形容支援蘇格蘭地方政府在最高機構工作的英國政府公務員團隊。蘇格蘭政府由首席大臣領導，其擔任者是由蘇格蘭議會選出，並由英國君主委任：然後，首席大臣向蘇格蘭議會提名眾內閣大臣及次官人選包括檢察總長和副檢察長。
該法令訂出蘇格蘭議會之立法權限，除了一些關係到蘇格蘭，並對全英國或者國際產生影響的問題包括外交、國防、移民和社會安全等保留及列外事項（Reserved and excepted matters），仍由英國國會處理；該法令列出部分全國性法令，例1998年人權法令和其他條款，蘇格蘭議會並沒任何修改和廢除該等法令及條款的權力。同時加入條款使豁免於歐洲人權公約和歐洲共同體法律以免相抵觸，同樣的限制亦適用於蘇格蘭行政院發出之政令
該法令亦明令增設新的蘇格蘭事務大臣（Secretary of State for Scotland）職位並作為對蘇格蘭政府的專責官員，確保其政令合乎國際義務準則及該法令所定之權限。；亦增設機制處理議會立法權限和行政方面的爭拗，以聯合王國最高法院的判決作最終依歸（於2009年10月1日前由樞密院司法委員會執掌涉及權力下放事務審判權）；而蘇格蘭議會亦有權與國會於一致同意下，以行政命令形式為蘇格蘭議會和蘇格蘭行政院行政職能作出調整。

## 註腳
1. ↑  .   [2013-01-30]. （原始内容存档于2010-06-24）.
2. ↑  .   [2013-01-30]. （原始内容存档于2010-06-19）.
3. ↑  .   [2013-01-31]. （原始内容存档于2020-04-23）.
4. ↑  .   [2013-01-31]. （原始内容存档于2020-04-23）.
5. ↑  該法令第1至18章
6. ↑  該法令第19至27章，第39至43章
7. ↑  該法令第28至36章
8. ↑  該法令第28章(7項)
9. ↑  該法令第44章
10. ↑  附表5
11. ↑  附表4
12. ↑  該法令第29章(2)(d).
13. ↑  該法令第57章(2)
14. ↑  該法令第58章 （页面存档备份，存于）
15. ↑  該法令第33,103章和附表6;及2005年憲制改革法令第40章和附表9
16. ↑  該法令第30至63章